# Саммит ШОС в Пекине (2012)
Пекинский саммит Шанхайской организации сотрудничества (кит. упр. 上海合作组织北京峰会, англ. Beijing Summit of the Shanghai Cooperation Organization) — ежегодное заседание Совета глав государств — членов организации, которое прошло в 12-й раз 6—7 июня 2012 года в китайской столице.

## Участники

### Главы государств и делегаций
Страна-хозяйка и лидер выделены жирным шрифтом. Главы остальных государств — членов и государств — наблюдателей организации, а также приглашённые гости указаны в алфавитном порядке русского языка.
- Китай — председатель Ху Цзиньтао (председатель)[2]
- Афганистан — президент Хамид Карзай
- Индия — министр иностранных дел Соманахалли Маллайя Кришна[3]
- Иран — президент Махмуд Ахмадинежад
- Казахстан — президент Нурсултан Назарбаев[4]
- Кыргызстан — президент Алмазбек Атамбаев[5]
- Монголия — президент Цахиагийн Элбэгдорж[6]
- Пакистан — президент Асиф Али Зардари
- Россия — президент Владимир Путин[7]
- Таджикистан — президент Эмомали Рахмон[8]
- Туркменистан — президент Гурбангулы Бердымухамедов[9]
- Узбекистан — президент Ислам Каримов[10]

### Руководители постоянно действующих органов ШОС
- генеральный секретарь  Муратбек Иманалиев
- директор Исполнительного комитета Региональной антитеррористической структуры Дженисбек Джуманбеков

### Руководители международных организаций
- ООН — специальный представитель генерального секретаря, глава Регионального Центра по превентивной дипломатии в Центральной Азии Мирослав Енча
- ЕврАзЭС — генеральный секретарь Таир Мансуров
- ОДКБ — генеральный секретарь Николай Бордюжа
- СНГ — председатель исполнительного комитета — исполнительный секретарь Сергей Лебедев

## Результаты
По итогам саммита были утверждены следующие документы:
- программа сотрудничества государств — членов ШОС по борьбе с терроризмом, сепаратизмом и экстремизмом на 2013—2015 годы;
- новая редакция Положения о политико-дипломатических мерах и механизмах реагирования ШОС на ситуации, ставящие под угрозу мир, безопасность и стабильность в регионе;
- основные направления стратегии развития ШОС на среднесрочную перспективу;
- декларация о построении региона долгосрочного мира и совместного процветания.

Принято решение о предоставлении Афганистану статуса государства — наблюдателя, а Турции — статуса партнера по диалогу.
Председательство в организации на период 2012—2013 гг. перешло к Кыргызстану.